# La Quinta (Califórnia)
La Quinta é uma cidade localizada no estado americano da Califórnia, no Condado de Riverside. Foi incorporada em 1 de maio de 1982.

## Geografia
De acordo com o United States Census Bureau, a cidade tem uma área de 92,1 km², onde 91 km² estão cobertos por terra e 1,1 km² por água.

### Localidades na vizinhança
O diagrama seguinte representa as localidades num raio de 16 km ao redor de La Quinta.

## Demografia
Segundo o censo nacional de 2010, a sua população é de 37 467 habitantes e sua densidade populacional é de 411,90 hab/km². Possui 23 489 residências, que resulta em uma densidade de 258,23 residências/km².